# カトレックス
カトレックス (Catorex) は、1858年にコンスタント・カッティン (Constant Cattin) が創業したカッティン社 (Cattin) をルーツにもつ、スイスジュラ州を本拠地とする時計製造メーカー、及び、時計ブランド。

## 沿革
19世紀初頭に、ジョルジュ・イグナス・カッティン (Georges Ignace Cattin) が、スイスジュラ州のレ・ブルルーで、キャビノチェにより懐中時計の製造を開始する。
1858年に、ジョルジュの息子のコンスタント・カッティン (Constant Cattin) が、懐中時計の専業メーカーのカッティン社を創業。20世紀初頭には、旧スイス国有鉄道のオフィシャル懐中時計に採用される。創業100周年にあたる1958年に、社名とブランド名をカトレックス (Catorex) と変更し、商標登録を行う。1960-70年代に、わずかに腕時計を生産するが、以降は、衰退しつつあった懐中時計に歴史的価値を見いだし、あえて懐中時計に特化した時計作りを行う。
2010年より、本格的に腕時計の製造に参入する。6代目のギー・カッティン (Guy Cattin)は、高騰するスイスの時計産業界のなかで、高品質でありながらも手頃な価格帯の機械式腕時計を製造するという新たな理想を掲げる。2011年から「カトレックス 1858 コレクション」を展開。2012年のバーゼル・フェア (Baselworld)で、自社の歴史に敬意を表したオマージュとして世界499個限定のモデル「シー・ヴィンテージ（C'Vintage）」を発表する。
本社が所在するスイスのほか、フランス、ドイツ、オランダ、アメリカ、日本、中国、香港、イラン、クウェートにサービスセンターを展開している。日本での販売総代理店は、ミスズである。

## 特徴
1858年の創業から158年間（2016年時点）、経営者の血統が6代にわたり続いている、スイスでも数少ない希少なメーカーと言われる。創業者の父であるジョルジュ・イグナス・カッティンが追求していた、貴族の嗜好品であった懐中時計を実用品として普及させるという精神を代々継承し、高品質で低価格を実現することを、ブランドポリシーとしている。
代々家族経営によって創業以来培われてきた技術の継承と革新につとめ、過剰な宣伝PRや設備投資を排して、顧客志向で手頃なリーズナブル価格でありながらも質の高い製品を保ち続けている。復刻版ではなく現行品の懐中時計を生産し続けている点においても、希少なスイスメーカーの一つである。
「カトレックス 1858 コレクション」の一つとして、世界499個限定で発売された「シーアティチュード AS2063 オートマティック」は、アドルフシールド社製の最盛期に製造された高精度なオートマチックムーブメント (AS2063) の、貴重なデッドストックをリファインして生産されている。現行モデルについては、ETA社製ムーブメントを改良して搭載している。クラシカルで落ち着いた雰囲気のなかにも、視認性に優れたデザインが多く見られる。

## 歴史
- 1785年 - ジョルジュ・イグナス・カッティン (Georges Ignace Cattin) 誕生。
- 19世紀初頭 - ジョルジュが、スイスのジュラ州のレ・ブルルー（英語版）で、キャビノチェにより懐中時計の製造を開始する。
- 1858年 - コンスタント・カッティン (Constant Cattin) が、懐中時計専門の製造メーカーとして、カッティン社 (Cattin) を設立。
- 20世紀初頭 - スイス国有鉄道のオフィシャル時計に採用される。
- 1957年 - カトレックス (Catorex) に社名変更し、ブランド商標登録。
- 2010年 - 本格的に機械式腕時計の製作を開始する。
- 2012年 -「カトレックス 1858 コレクション」を展開。499個限定モデルを発表。

## 主なモデル
懐中時計
- アージェント マシフ 925 ポケットウォッチ[9]（Sterling Silber 925）
- ラ ポーテル ポケットウォッチ[9]（La Pautèle）
- レ ブルルー ポケットウォッチ[9]（Les Breuleux）
- レ プティ レヨナンテ ペンダントウォッチ[9]
- レ プティ レヨナンテ ナースウォッチ[9]

カトレックス 1858 コレクション
- シー アティチュード オートマティック（C’Attitude ）
- シー アティチュード ボイジャー クオーツ（ C’Attitude Voyager, Quartz）
- シー アトラクティブ メカニカル（C’Attractive）
- シー クロノ スポルト オートマティック（C’Chrono Sport）
- シー クロノ トラディション オートマティック（C’Chrono Tradition）
- シー トラディション オートマティック（C’Tradition）
- シー ボイジャー3 オートマティック（C’Voyager 3）

限定モデル
- シー ヴィンテージ オートマティック（限定499個）（C'Vintage）